# 休眠会社
休眠会社（きゅうみんがいしゃ）とは、一般的には「長期間企業活動をしていない会社」のことを言うが、会社法（平成17年7月26日法律第86号）第472条1項の規定では「株式会社であって、当該株式会社に関する登記が最後にあった日から12年を経過したもの」をいう。2015年1月現在、国内に約8万8000社が存在する。

## 概要
休眠会社をそのままにしておくと、他者が新規に会社設立する際、商号を決める時の障害となること（同一の所在場所で同一の商号は付けられない）や、企業犯罪の温床となりかねないとして、一定期間企業活動が認められない（登記内容に変更がない）企業について法務大臣が解散したとみなすことができる。なお、解散とみなされた後、3年以内に株主総会の決議により、その会社を継続することができる（第473条）。
また、休眠会社の売買などを行うブローカーも存在し、見かけ上の創業年数を長く見せる場合や旧会社が保有している事業許可（不動産免許、建設業免許など）の取得を目的とする場合があるが、過去の事業の経歴などによっては金融機関との取引が困難（ブラックリスト入り）になる可能性があることなどリスクが大きい。
2013年には、休眠会社を売買する目的で商業登記を無断で変更したなどとして、東京都豊島区の経営コンサルタント会社「健友社」の社長や社員らが、公正証書原本不実記載・同行使の容疑で広島県警に逮捕される事件が起こっている。これらの行為によって設立された会社の大半が、闇金融や出会い系サイトなどの違法・脱法行為を行っていることも明らかになっている。
また、持株会社化に伴う事業再編に当たって休眠会社を活用する例も見られる（阪急電鉄・イオンリテールなど）。

## 会社法条文
- 第472条 休眠会社（株式会社であって、当該株式会社に関する登記が最後にあった日から十二年を経過したものをいう。以下この条において同じ。）は、法務大臣が休眠会社に対し二箇月以内に法務省令で定めるところによりその本店の所在地を管轄する登記所に事業を廃止していない旨の届出をすべき旨を官報に公告した場合において、その届出をしないときは、その二箇月の期間の満了の時に、解散したものとみなす。ただし、当該期間内に当該休眠会社に関する登記がされたときは、この限りでない。 
  - 2 登記所は、前項の規定による公告があったときは、休眠会社に対し、その旨の通知を発しなければならない。
- 第473条 株式会社は、第471条第1号から第3号までに掲げる事由によって解散した場合（前条第1項の規定により解散したものとみなされた場合を含む。）には、次章の規定による清算が結了するまで（同項の規定により解散したものとみなされた場合にあっては、解散したものとみなされた後三年以内に限る。）、株主総会の決議によって、株式会社を継続することができる。

なお、旧商法での対応条文は第406条ノ3であるが、取締役の任期が最長で2年だったことから、対象となる最後の登記からの期間は5年だった。1974年に初めて同条に基づく休眠会社の整理が行われ、その後1989年までは5年ごとに行われていたが、その後は2002年まで行われず、同年に行われたのが旧商法下で最後となり、最後の登記が1997年9月30日以前で、2002年10月1日から12月2日（本来の期限は11月30日だが、同日が土曜日のため）の間に事業継続の届出がなかった休眠会社は同年12月3日付で解散したとみなされた。会社法では株式会社の役員の任期が最大10年まで延長されたため、期間が延長された。
また、特例有限会社には取締役の任期制限が無いため、この規定は適用されない。
会社法に基づく休眠会社の整理は2014年11月17日に初めて着手され、最後の登記が2002年11月16日以前で、2か月以内に事業継続の届出がなかった休眠会社は2015年1月20日付で解散したとみなされた。この整理作業は2015年度以降も毎年行われ、2016年度以降は毎年10月第2木曜日に公告が行われている。みなし解散の措置が執られると、登記簿には「平成27年1月20日会社法第472条第1項の規定により解散」のように記載される。

### 参考

#### 裁判所による解散命令
（第824条）
- 第824条
  - 裁判所は、次に掲げる場合において、公益を確保するため会社の存立を許すことができないと認めるときは、法務大臣又は株主、社員、債権者その他の利害関係人の申立てにより、会社の解散を命ずることができる。 
    - 一 会社の設立が不法な目的に基づいてされたとき。
    - 二 会社が正当な理由がないのにその成立の日から一年以内にその事業を開始せず、又は引き続き一年以上その事業を休止したとき。
    - 三 業務執行取締役、執行役又は業務を執行する社員が、法令若しくは定款で定める会社の権限を逸脱し若しくは濫用する行為又は刑罰法令に触れる行為をした場合において、法務大臣から書面による警告を受けたにもかかわらず、なお継続的に又は反覆して当該行為をしたとき。

  - 2 株主、社員、債権者その他の利害関係人が前項の申立てをしたときは、裁判所は、会社の申立てにより、同項の申立てをした者に対し、相当の担保を立てるべきことを命ずることができる。
  - 3 会社は、前項の規定による申立てをするには、第1項の申立てが悪意によるものであることを疎明しなければならない。
  - 4 民事訴訟法（平成8年法律第109号）第75条第5項及び第7項並びに第76条から第80条までの規定は、第2項の規定により第1項の申立てについて立てるべき担保について準用する。

#### 会社以外の法人の場合
一般社団法人では一般社団法人及び一般財団法人に関する法律第149条に、一般財団法人では同法第203条にみなし解散の規定がある。同法で一般社団法人や一般財団法人の理事の任期が最大2年と定められたことから、この規定が設けられた。
- 第149条 休眠一般社団法人（一般社団法人であって、当該一般社団法人に関する登記が最後にあった日から五年を経過したものをいう。以下この条において同じ。）は、法務大臣が休眠一般社団法人に対し二箇月以内に法務省令で定めるところによりその主たる事務所の所在地を管轄する登記所に事業を廃止していない旨の届出をすべき旨を官報に公告した場合において、その届出をしないときは、その二箇月の期間の満了の時に、解散したものとみなす。ただし、当該期間内に当該休眠一般社団法人に関する登記がされたときは、この限りでない。 
  - 2 登記所は、前項の規定による公告があったときは、休眠一般社団法人に対し、その旨の通知を発しなければならない。
- 第203条 休眠一般財団法人（一般財団法人であって、当該一般財団法人に関する登記が最後にあった日から五年を経過したものをいう。以下この条において同じ。）は、法務大臣が休眠一般財団法人に対し二箇月以内に法務省令で定めるところによりその主たる事務所の所在地を管轄する登記所に事業を廃止していない旨の届出をすべき旨を官報に公告した場合において、その届出をしないときは、その二箇月の期間の満了の時に、解散したものとみなす。ただし、当該期間内に当該休眠一般財団法人に関する登記がされたときは、この限りでない。 
  - 2 登記所は、前項の規定による公告があったときは、休眠一般財団法人に対し、その旨の通知を発しなければならない。

こちらも前述の休眠会社と同様、2014年11月17日に初めて着手された（対象は最後の登記が2009年11月16日以前）。
2016年の農協法改正で農協・農事組合法人についても5年休眠規定が創設された（農協法64条の2、64条の3、74条）。知事等が公告し、解散を嘱託する。
中小団体2法でも1回だけ10年休眠が実施された。